# Allen Hazen

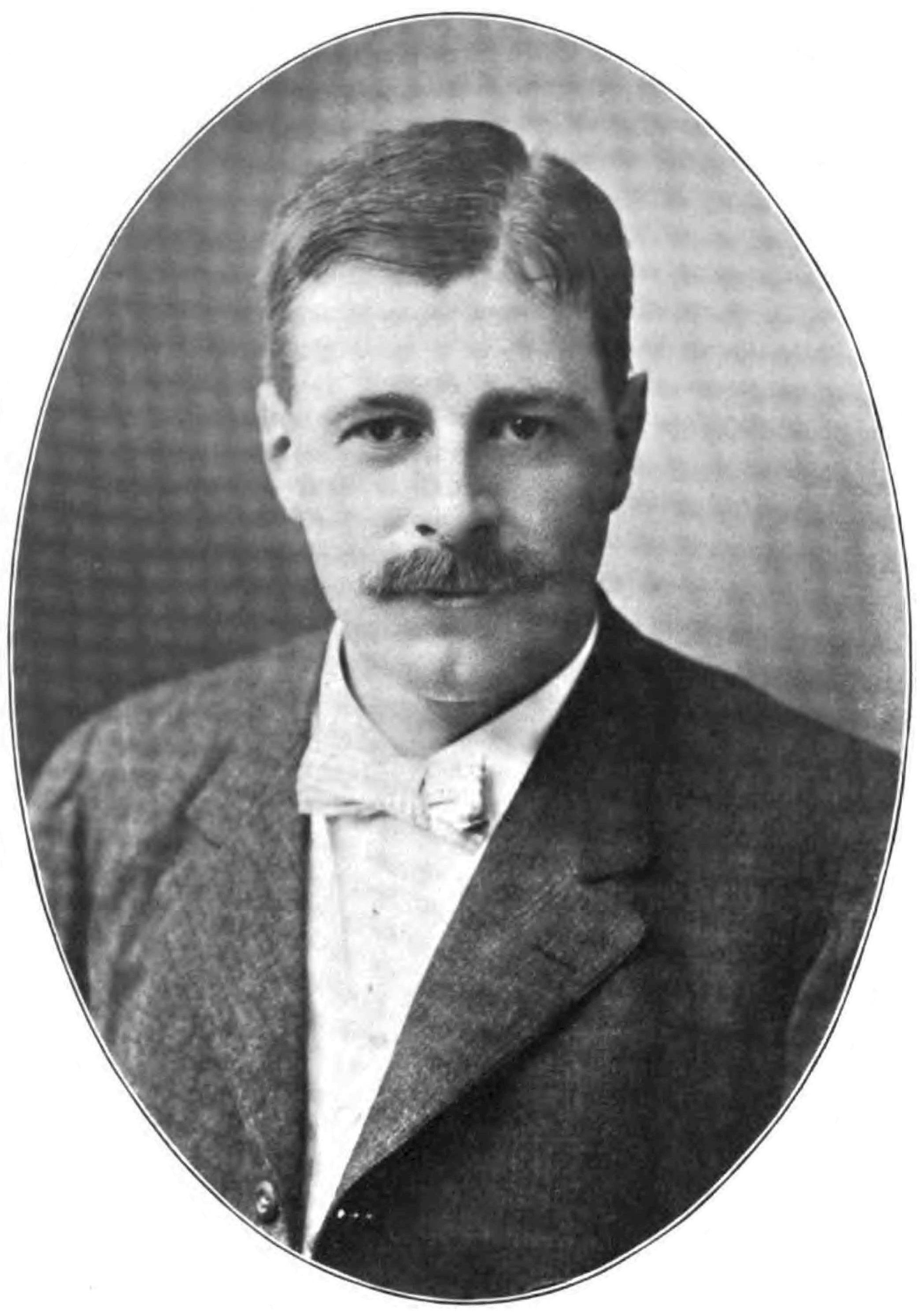
Allen Hazen, 1911

Allen Hazen (* 28. August 1869 in Norwich; † 26. Juli 1930 in Miles City) war ein US-amerikanischer Ingenieur, der sich den Themen Hydraulik, Hochwasserschutz, Wasseraufbereitung und Abwasserbehandlung widmete. Seine Karriere erstreckte sich von 1888 bis 1930, am bekanntesten ist er für die Hazen-Williams-Gleichung. Außerdem erfand er die Platin-Cobalt-Farbzahl. Hazen veröffentlichte wegweisende Publikationen zur Sedimentation und Filtration. Er war Präsident der New England Water Works Association und Vizepräsident der American Society of Civil Engineers.

## Leben
Allen Hazen wurde 1869 auf der Farm seiner Familie bei Norwich in der Nähe des Connecticut River geboren. Er besuchte das New Hampshire College of Agriculture and the Mechanic Arts und machte im Alter von 15 Jahren den Bachelor of Science.
Während seines einjährigen Aufenthalts am Massachusetts Institute of Technology (1887/1888) studierte Hazen Chemie und kam in Kontakt mit Professor William Thompson Sedgwick.

### Karriere
Aufgrund seiner Zusammenarbeit mit Thomas M. Drown erhielt Hazen seine Anstellung bei der Lawrence Experiment Station in Lawrence, Massachusetts. Die LES war wohl das weltweit erste Institut, das sich ausschließlich mit Untersuchungen zur Wasseraufbereitung und Abwasserbehandlung beschäftigte. Von 1888 bis 1893 leitete Hazen dort das Forschungsteam.
Hazen entwickelte 1902 zusammen mit Gardner S. Williams die Hazen-Williams-Gleichung, die das Fließen von Wasser in Rohren beschreibt. 1905 veröffentlichten die Ingenieure ein Buch, in dem Lösungen für die Gleichung für verschiedene Rohrdurchmesser angegeben sind. Die Gleichung nutzt eine empirisch abgeleitete Konstante für die Rauheit der Rohrwandung. Diese wird als Hazen-Williams-Koeffizient bezeichnet.
1908 wurde Allen Hazen von Präsident Theodore Roosevelt in ein Expertengremium aus Ingenieuren berufen, das zusammen mit dem gewählten Präsidenten William Howard Taft den Baufortschritt am Panamakanal überprüfen sollte. Hazen berichtete dabei speziell über den Gatún-Damm, den er als stabil einschätzte.
Später widmete sich Hazen Möglichkeiten, das Wiederholungsintervall von Hochwasserströmen in Flüssen statistisch zu beschreiben. Ein Buch zu diesem Thema wurde im Jahr seines Todes veröffentlicht
Der Allen Hazen Water Tower in Des Moines wurde 1930/31 erbaut. Hazen hatte ihn kurz vor seinem Tod entworfen. In Gedenken an Hazen benannte die Stadt den Turm nach ihm.
Hazen legte während seiner Tätigkeit bei der Lawrence Experiment Station einige grundlegende Parameter für Sandfilter fest. Bedeutend ist dabei insbesondere die Ableitung von zwei Begriffen zur Beschreibung der Größenverteilung von Filtermedien: Effektive Größe und Gleichmäßigkeitskoeffizient. Diese Parameter werden heute verwendet, um die Größe von Filtermaterialien zur Wasserreinigung anzugeben. Hazen veröffentlichte dazu 1895 das Buch The Filtration of Public Water Supplies.
1897 entwickelte er eine Filteranlage in Albany, die die erste kontinuierlich betriebene langsame Sandfilteranlage in den Vereinigten Staaten war.
In Pittsburgh wurde er damit beauftragt, die beste Möglichkeit zur sicheren Wasserversorgung durch den Monongahela River zu finden. Zuvor gab es in der Stadt jahrzehntelang immer wieder Typhus-Epidemien. Hazen empfahl der Stadt die Installation langsamer Sandfilter, die sowohl die Trübungen als auch Bakterien entfernen sollten. Bereits 1904 empfahl er der Stadt New York City die Filtration des Wassers aus dem Croton-Reservoir. Eine entsprechende Filtrationsanlage wurde erst 2015 in Betrieb genommen.
1893 war Hazen für die Sammlung und Entsorgung des Abwassers der World’s Columbian Exposition verantwortlich.
Außerdem wurde Allen Hazen damit betraut, eine Lösung für das Problem der Verschmutzung des Passaic River unterhalb von Paterson zu finden. Die Kontamination durch Abwasser und Industrieabfälle führte dazu, dass das Wasser von den umliegenden Städten nicht mehr genutzt werden konnte. Hazen empfahl schließlich die Anlage eines Stammkanals, der Abfälle auffängt, bevor sie in den Fluss geraten und sie zu einer nahegelegenen Kläranlage führt.
Hazen war in mehreren Berufsverbänden aktiv. So war er Präsident der New England Water Works Association und Vizepräsident der American Society of Civil Engineers. Im Herbst 1929 besuchte er als Repräsentant der American Society of Civil Engineers zusammen mit seiner Frau den Weltingenieurkongress in Tokio, Japan.
Im Laufe seiner Karriere war er für unterschiedliche Städte und Unternehmen tätig. Von 1895 bis 1897 war er für das Unternehmen Noyes and Hazen in Boston tätig. Anschließend arbeitete er als Soloselbstständiger in New York City. Von 1904 bis 1924 arbeitete er für Hazen and Whipple, anschließend bis zu seinem Tod im Jahr 1930 bei Hazen and others.
Zu seinen Kunden gehörten die Städte Albany, New York City, San Francisco, Lawrence, Springfield, Providence, Pittsburgh, Philadelphia, Brisbane, Ottawa und Toronto.

### Privatleben
Allen Hazen lebte mehrere Jahre lang in New York City. Die meiste Zeit seines Lebens verbrachte er jedoch in Dobbs Ferry. Im Jahr 1903 heiratete er in Pittsburgh Elizabeth McConway. Zusammen hatten sie vier Töchter und zwei Söhne. Sohn Richard Hazen (1911–1990) war ebenfalls als Ingenieur im Gebiet Wasserversorgung und Abwassertechnik tätig und gründete 1951 das Unternehmen Hazen and Sawyer.

## Ehrungen
Hazen erhielt Ehrendoktortitel des New Hampshire College of Agriculture and the Mechanic Arts (1913) und des Dartmouth College (1917). Im Jahr 1915 wurde er mit der Norman Medal, der höchsten Auszeichnung der American Society of Civil Engineers, geehrt. Er wurde 1930 zum Ehrenmitglied der American Water Works Association gewählt. Außerdem wurde er 1971 in die AWWA Water Industry Hall of Fame aufgenommen.

## Publikationen (Auswahl)
- William T. Sedgwick und Allen Hazen: Typhoid Fever in Chicago. In: Engr. News and American Railway Jour. 21. April 1892
- Allen Hazen: The Filtration of Public Water-Supplies. 1895, New York, Wiley.
- Allen Hazen: The Measurement of the Colors of Natural Waters. In: American Chemist Jour. 1896, 18: 364.
- Allen Hazen: Report of the Consulting Engineer. In: Report of the Filtration Commission of the City of Pittsburgh, Pennsylvania. 1899, Pittsburgh, n.p., 27–86.
- Allen Hazen: Purification of Water for Domestic Use. In: Trans. ASCE. 1905, 54:Part D, 131-54.
- Gardner S. Williams und Allen Hazen: Hydraulic Tables. 1905, New York, Wiley.
- Allen Hazen: Report of Allen Hazen. In: Report on the Joint Committee on Sewage Disposal of the City of Paterson. 1906, Paterson, n.p.
- Allen Hazen: Clean Water and How to Get It. 1916, New York, Wiley.
- Allen Hazen: Flood Flows: A Study of Frequencies and Magnitudes. 1930, New York, Wiley.